# Đấu bò

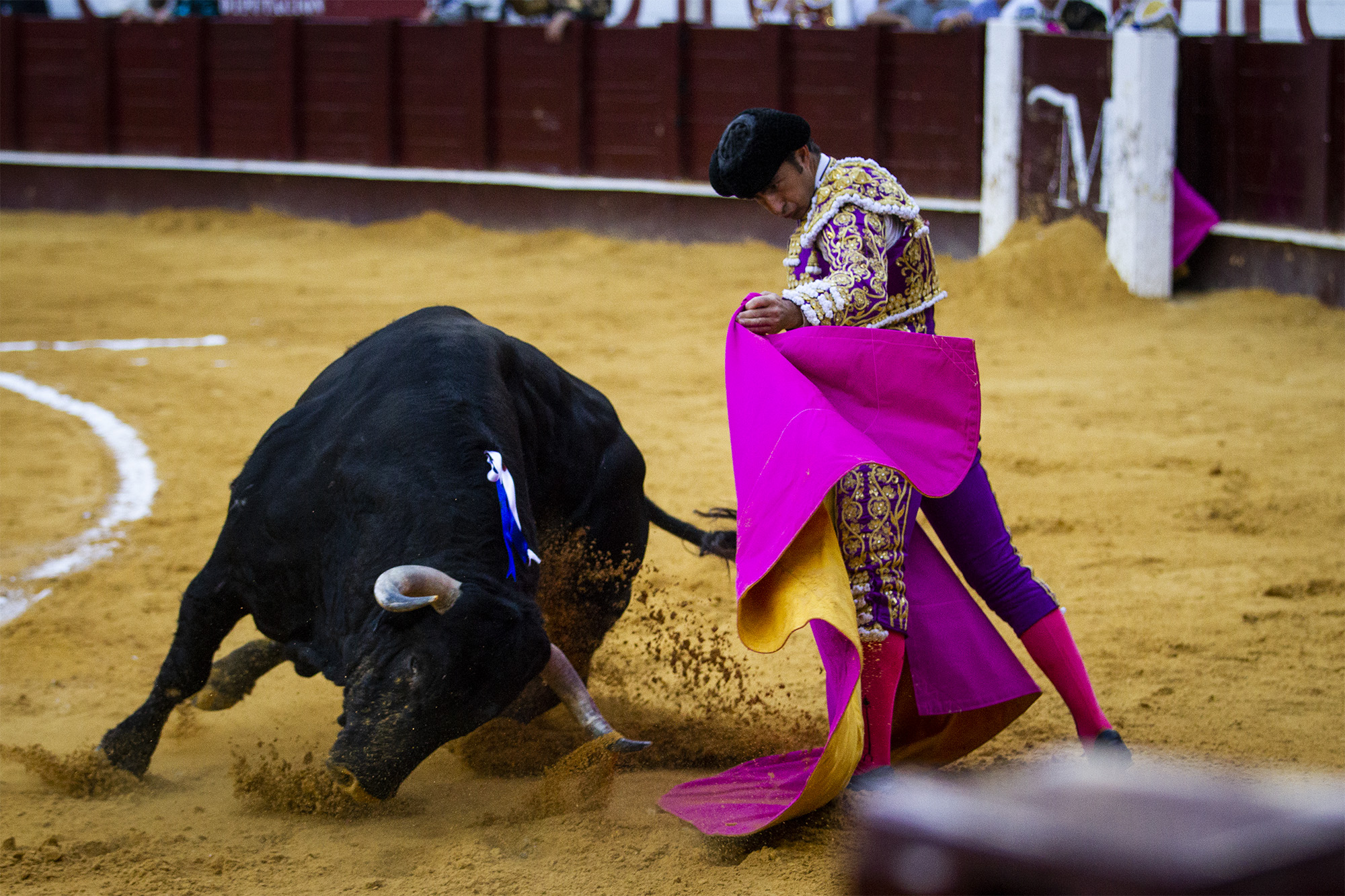
Cận cảnh một trận đấu bò

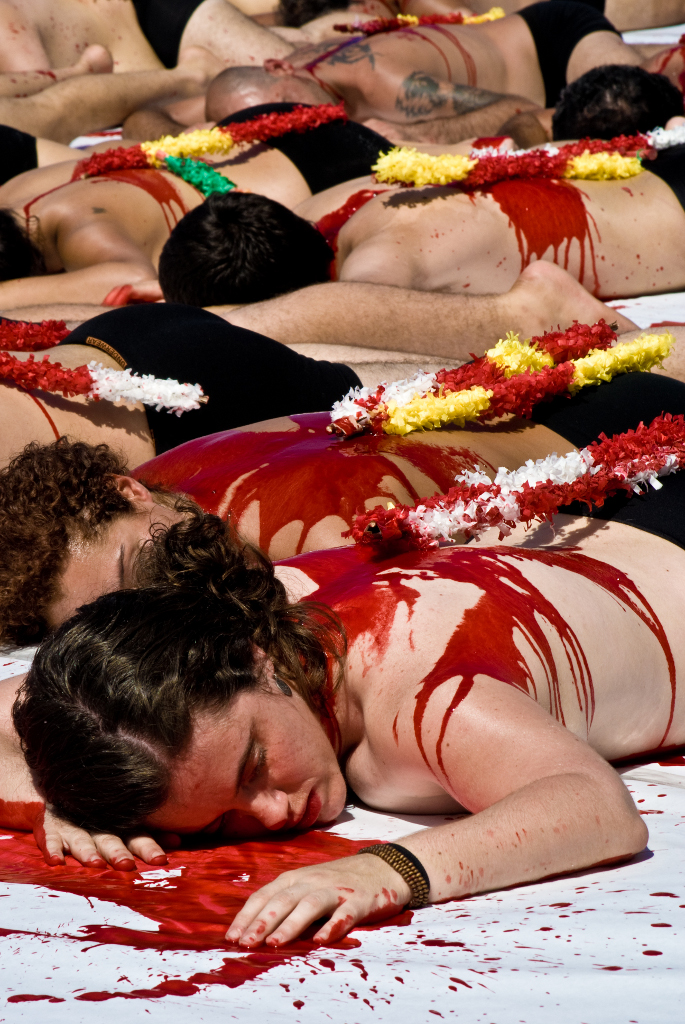
Biểu thị phản đối việc đấu bò

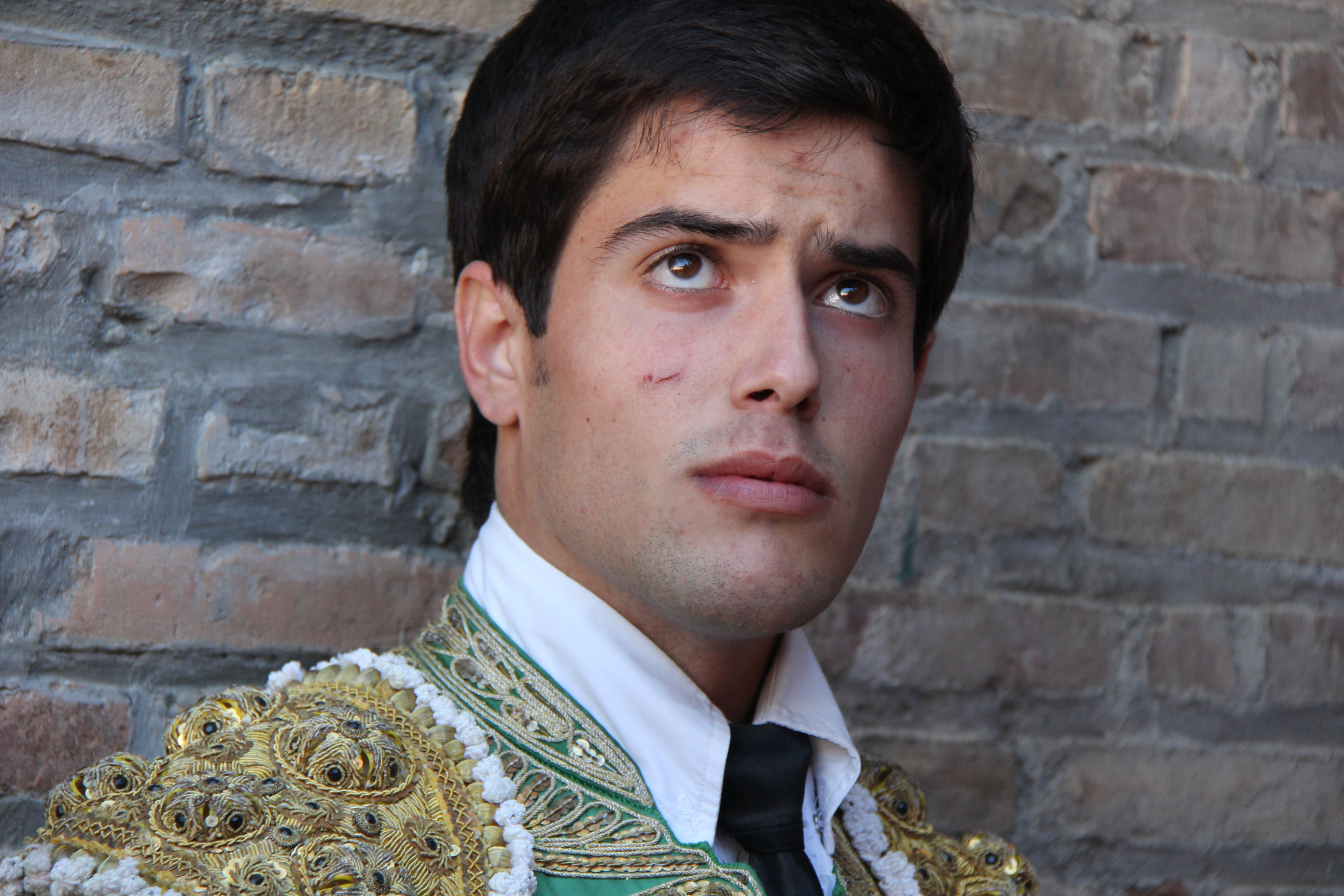
Một võ sĩ đấu bò

Đấu bò (tiếng Tây Ban Nha toreo, corrida de toros hay tauromaquia; tiếng Bồ Đào Nha tourada, corrida de touros hay tauromaquia) là một trò biểu diễn truyền thống của Tây Ban Nha, Bồ Đào Nha, một vài thành phố phía nam nước Pháp, và ở nhiều quốc gia Mỹ Latin khác. Người ta không rõ nguồn gốc của trò này dù một mối liên hệ với nền văn hóa cổ Crete được cho là nguồn gốc sinh ra môn này.

## Cách thức
Các tay đấu bò chuyên nghiệp (tiếng Tây Ban Nha gọi là torero hay matador, tiếng Bồ Đào Nha là toureiro) mặc trang phục quần áo chẽn truyền thống, thêu chỉ kim tuyến lấp lánh nên gọi là bộ quần áo ánh sáng traje de luces. với một thanh kiếm sắc gọi là estoque và một tấm vải đỏ. Các đấu sĩ đi xung quanh một con bò đực, thực hiện các động tác quy thức trong sân đấu trông như vũ khúc, khéo léo và hùng dũng. Màn biểu diễn kết thúc khi đấu sĩ rút gươm đâm một nhát vào vai xuyên qua tim để hạ con bò.

## Giá trị văn hóa
Môn đấu bò bấy lâu đã gây nhiều tranh cãi nảy lửa ở nhiều khu vực trên thế giới, ngay cả Tây Ban Nha, nơi môn đấu bò truyền thống ra đời. Những người ủng hộ môn này cho rằng đấu bò một nét văn hóa truyền thống, coi như quốc hồn của dân tộc. Nhóm bảo vệ quyền động vật thì cho rằng đây là một môn thể thao tàn bạo, giết sinh vật chỉ để mua vui.